# Алексий II Комнин
Вижте пояснителната страница за други личности с името Алексий II.
Алексий II Комнин (на гръцки: Αλέξιος Β’ Κομνηνός, 10 септември 1169 – октомври 1183) е византийски император от 1180 до 1183 г., управлявал поради малолетието си чрез регентство начело с майка му Мария Антиохийска (1180 – 1182), а след това и с Андроник I Комнин (1182 – 1183). С възцаряването на Алексий II Комнин започва постепенният упадък на Византийската империя, завършил с унищожаването ѝ през 1204 г.

## Произход
Алексий е роден на 14 септември 1169 г. в пурпурната зала на императорския дворец в Константинопол. Той е второ дете и единствен син на император Мануил I Комнин от втория му брак с Мария Антиохийска, дъщеря на Раймон дьо Поатие. Раждането на Алексий е посрещнато с облекчение в императорския двор, тъй като след близо 25 години очакване император Мануил I Комнин вече бил почти убеден, че няма да се сдобие с мъжки наследник, поради което се очаквало, че престолът ще бъде наследен от бъдещия съпруг на Мария Комнина Порфирогенита, дъщеря на Мануил I от първия му брак с Берта фон Зулцбах (ок. 1110 – 1159).

## Управление
През 1171 г. невръстният още Алексий е коронован за съимператор на баща си. На 2 март 1180 г. 11-годишният Алексий II Комнин е оженен за 8-годишната френска принцеса Агнес.

### Регентство на Мария Антиохийска
Император Мануил I Комнин умира на 24 септември 1180 г., само няколко месеца след сватбата на сина му Алексий II, който се оказва едноличен владетел на империята. Алексий II обаче е непълнолетен и заради това от негово име като регент започва да управлява майка му Мария (от 1180 до 1182 г.). По това време Алексий II показва пълна незаинтересованост към държавните дела, прекарвайки по-голямата част от времето си на лов или на Хиподрома.
Управлението на Мария Антиохийска е непопулярно. Поведението на французойката, приела монашество след смъртта на съпруга си, скандализира обществеността. Тя открито фаворизира любовника си, протовестиария Алексий Комнин, племенник на покойния Мануил I, и го издига до върховете на управлението. Със западния си произход и италианските си маниери Мария Антиохийска не се нрави на православните поданици в империята и често регентството ѝ е обвинявано в некомпетентност.
Толериран от Мария Антиохийска, протовестиарият Алексий Комнин започва да продава висши дворцови длъжности срещу високи суми на лица от средните и нисшите класи в Константинопол. Информация за състоянието на провинциите по това време дава митрополитът на Атина, Михаил Хониат. Режимът фаворизира едрите земевладелци и манастирите, чиято фискална независимост е потвърдена през юли 1181 г. Като цяло обаче хората в Гърция се чувстват жертви на императорските наместници (претори).

### Бунт на Мария Порфирогенита
Водачи на опозицията срещу режима на Мария и Алексий II стават полусестрата на императора – Мария Порфирогенита и съпругът ѝ, кесарят Райнер Монфератски, който също е от омразните латини. Като първородна дъщеря на Мануил I Комнин, Мария Порфирогенита смята себе си за законна наследница на властта в империята.
През февруари 1181 г. Мария Порфирогенита и съпругът ѝ организират заговор за извършване на държавен преврат, като привличат на своя страна Константинополския патриарх и намиращия се в изгнание Андроник Комнин, братовчед на Мануил I. Заговорът обаче е разкрит в началото на март същата година, а патриархът е арестуван по заповед на император Алексий II, което дава началото на кървава вендета по улиците на Константинопол. По време на тези събития Мария Порфирогенита, Райнер Монфератски и група техни съмишленици са обсадени от правителствени части в църквата „Св. София“ (преди Великден на 5 април). Първоначално Мария Антиохийска и протовестиарият Алексий Комнин предлагат на Мария и кесаря Райнер амнистия, но те категорично отказват да се разграничат от съзаклятниците си, като разчитат и на помощ от населението на града, което в по-голямата си част ги подкрепя. В подготовката за щурма на църквата, протовестиарият Алексий изпраща срещу бунтовниците императорския гарнизон от Големия дворец, а междувременно хора на Мария Антиохийска разрушават сградите около църквата и августеума, които служили за прикритие на бунтовниците.
Голяма битка между императорските войски и обсадените в църквата започва на 2 май 1181 г. След известна съпротива някои от хората на Мария Порфирогенита и кесаря Райнер се предават, а други се самоубиват в самата църква. Кесарят Райнер прави опит да пробие обсадата, но по-късно през деня е принуден да отстъпи отново зад стените на храма. Междувременно от името на кесарисата, патриарх Теодосий моли регентите за временно преустановяване на сраженията. Мария Антиохийска и Алексий II Комнин приемат предложението и пращат делегация, която да преговаря с кесарисата и съпруга ѝ. Мария и Райнер получават гаранция, че няма да загубят статуса си в дворцовата йерархия, след което сраженията окончателно са прекратени.

### Преврат на Андроник I Комнин
В разгара на вълненията през 1182 г. в Константинопол начело на турски наемници пристига Андроник I Комнин и провокира жителите към масови кланета в квартала на латините, населяван предимно от венецианци и генуезци. След като Андроник установява контрол над Константинопол, императрица Мария Антиохийска е хвърлена в тъмница, а Андроник застава начело на регентския съвет на младия Алексий II Комнин.
Първата грижа на новия регент е да възнагради поддръжниците си с държавни постове и пари. Той започва кървава разправа с хората на предишния режим. Градът е залят от нова вълна на насилие. Репресиите са повсеместни, като не са подминати и бивши сподвижници на Андроник: Никита Хониат съобщава, че Мария Комнина Порфирогенита и Райнер Монфератски са отровени по негова заповед, въпреки че се е ползвал от тяхната подкрепа.
Следващата грижа на Андроник е да омъжи дъщеря си Ирина за малолетния Алексий II Комнин. Тук той среща съпротивата на патриарх Теодосий I Ворадиот, който отказва да ги венчае, тъй като са наполовина брат и сестра. Тогава Андроник получава разрешение за брака от охридския архиепископ на България Адриан.
По същото време иконийският султан Килидж II Арслан успява да превземе град Созополис във Фригия, задно с още няколко околни селища. Освен това във Филаделфия избухва бунт срещу новия режим, начело с Йоан Комнин Ватаци, но Андроник Комнин успява да си върне властта в тези области.
Междувременно Мария Антиохийска се опитва да потърси помощ от зет си, унгарския крал Бела III, но безуспешно. Възползвайки се от тази нейна постъпка, Андроник я обвинява в измяна и принуждава Алексий II Комнин да подпише смъртната присъда на собствената си майка, след което Мария Антиохийска е удушена и погребана на необозначено място.

### Убийство на Алексий II Комнин
През септември 1183 г. Андроник I Комнин се обявява за съимператор на Алексий II Комнин. Един ден след това Андроник I е коронован за старши съимператор. Съсредоточил цялата власт в ръцете си, Андроник започва да обмисля начини, по които да се отърве от Алексий Порфирогенет. Съмишленици на Андроник предлагат статутът на Алексий да бъде сведен до положението на обикновен гражданин. Преди населението да може да произнесе становището си по случилото се в императорския двор, Стефан Айохристофорит, Константин Трипсих и Теодор Дадибрений прерязват гърлото на Алексий II. Никита Хониат разказва, че тялото на Алексий е обезглавено, а останките му са пратени на Андроник, който ритнал с крак тялото на Алексий и се подиграл, заявявайки, че той бил син на лъжец и всеизвестна проститутка. След това тялото на малолетния Алексий е затворено в оловен ковчег и е хвърлено в морето.
След смъртта на момчето-император 65-годишният Андроник Комнин насилва единадесетгодишната му съпруга Агнес и се жени за нея.